# Amorots-Succos
Pour les articles homonymes, voir Amorots et Succos.
Amorots-Succos (Amorotze-Zokotze en basque) est une commune française, située dans le département des Pyrénées-Atlantiques en région Nouvelle-Aquitaine.

## Géographie

### Localisation
La commune d'Amorots-Succos se trouve dans le département des Pyrénées-Atlantiques, en région Nouvelle-Aquitaine.
Elle se situe à 100 km par la route de Pau, préfecture du département, à 47 km de Bayonne, sous-préfecture, et à 11 km de Saint-Palais, bureau centralisateur du canton du Pays de Bidache, Amikuze et Ostibarre dont dépend la commune depuis 2015 pour les élections départementales.
La commune fait en outre partie du bassin de vie de Saint-Palais.
Les communes les plus proches sont : 
Béguios (2,2 km), Masparraute (3,1 km), Luxe-Sumberraute (3,6 km), Orègue (3,7 km), Arraute-Charritte (3,8 km), Méharin (4,5 km), Garris (4,8 km), Labets-Biscay (4,9 km).
Sur le plan historique et culturel, Amorots-Succos fait partie de la province de la Basse-Navarre, un des sept territoires composant le Pays basque,. La Basse-Navarre en est la province la plus variée en ce qui concerne son patrimoine, mais aussi la plus complexe du fait de son morcellement géographique. Depuis 1999, l'Académie de la langue basque ou Euskalzaindia divise la Basse-Navarre en six zones,. La commune est dans le Pays de Mixe (Amikuze), au nord-est de ce territoire.

### Communes limitrophes
Les communes limitrophes sont  Arraute-Charritte, Beyrie-sur-Joyeuse, Béguios, Masparraute, Méharin, Orègue et Saint-Martin-d'Arberoue.
| Orègue                                       | Arraute-Charritte  | Masparraute |
| Saint-Martin-d'Arberoue (par un quadripoint) | Amorots-Succos     | Béguios     |
| Méharin                                      | Beyrie-sur-Joyeuse |             |

### Hydrographie

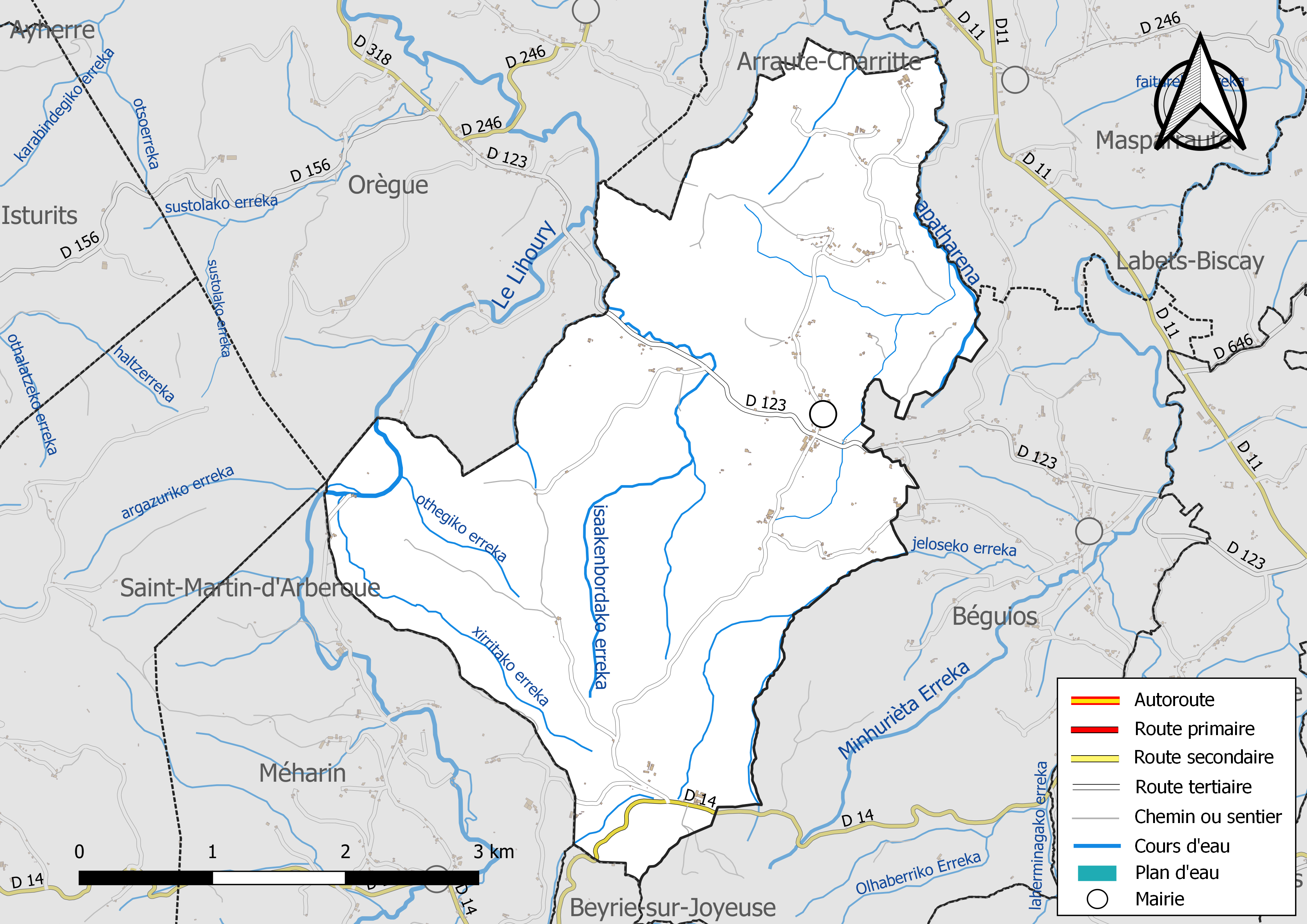
Réseaux hydrographique et routier d'Amorots-Succos.

La commune est drainée par le Lihoury, l'Aphatarena, Isaakenbordako erreka, un bras du Laharan, Jeloseko erreka, Othegiko erreka, Xirritako erreka, et par divers petits cours d'eau, constituant un réseau hydrographique de 20,54 km de longueur totale,.
Le Lihoury, d'une longueur totale de 45,7 km, prend sa source dans la commune d'Iholdy et s'écoule du sud vers le nord. Il traverse la commune sur une petite section, au sud-ouest du territoire communal, et se jette dans la Bidouze à Came, après avoir traversé 8 communes.
L'Aphatarena, d'une longueur totale de 16,9 km, prend sa source dans la commune de Béguios et s'écoule du sud-est vers le nord-ouest. Elle longe la commune sur son flanc nord-est et se jette dans Le Lihoury à Bidache, après avoir traversé 6 communes.

### Climat
Pour des articles plus généraux, voir Climat de la Nouvelle-Aquitaine et Climat des Pyrénées-Atlantiques.
Historiquement, la commune est exposée à un micro climat océanique basque.  
En 2020, Météo-France publie une typologie des climats de la France métropolitaine dans laquelle la commune est exposée à un climat de montagne et est dans la région climatique Pyrénées atlantiques, caractérisée par une pluviométrie élevée (>1 200 mm/an) en toutes saisons, des hivers très doux (7,5 °C en plaine) et des vents faibles.
Pour la période 1971-2000, la température annuelle moyenne est de 13,6 °C, avec une amplitude thermique annuelle de 13,3 °C. Le cumul annuel moyen de précipitations est de 1 389 mm, avec 12,5 jours de précipitations en janvier et 8,7 jours en juillet. Pour la période 1991-2020, la température moyenne annuelle observée sur la station météorologique la plus proche, située sur la commune d'Aïcirits-Camou-Suhast à 8 km à vol d'oiseau, est de 14,3 °C et le cumul annuel moyen de précipitations est de 1 219,1 mm,. Pour l'avenir, les paramètres climatiques de la commune estimés pour 2050 selon différents scénarios d’émission de gaz à effet de serre sont consultables sur un site dédié publié par Météo-France en novembre 2022.

### Milieux naturels et biodiversité

#### Réseau Natura 2000
Le réseau Natura 2000 est un réseau écologique européen de sites naturels d'intérêt écologique élaboré à partir des Directives « Habitats » et « Oiseaux », constitué de zones spéciales de conservation (ZSC) et de zones de protection spéciale (ZPS).
Un site Natura 2000 a été défini sur la commune au titre de la « directive Habitats » : « la Bidouze (cours d'eau) »,.

#### Zones naturelles d'intérêt écologique, faunistique et floristique
L’inventaire des zones naturelles d'intérêt écologique, faunistique et floristique (ZNIEFF) a pour objectif de réaliser une couverture des zones les plus intéressantes sur le plan écologique, essentiellement dans la perspective d’améliorer la connaissance du patrimoine naturel national et de fournir aux différents décideurs un outil d’aide à la prise en compte de l’environnement dans l’aménagement du territoire.
Une ZNIEFF de type 2 est recensée sur la commune, : 
les « landes, bois et prairies du Pays de Mixe » (1 739,31 ha), couvrant 9 communes du département.

## Urbanisme

### Typologie
Au 1er janvier 2024, Amorots-Succos est catégorisée commune rurale à habitat très dispersé, selon la nouvelle grille communale de densité à sept niveaux définie par l'Insee en 2022.
Elle est située hors unité urbaine. Par ailleurs la commune fait partie de l'aire d'attraction de Saint-Palais, dont elle est une commune de la couronne,. Cette aire, qui regroupe 25 communes, est catégorisée dans les aires de moins de 50 000 habitants,.

### Occupation des sols

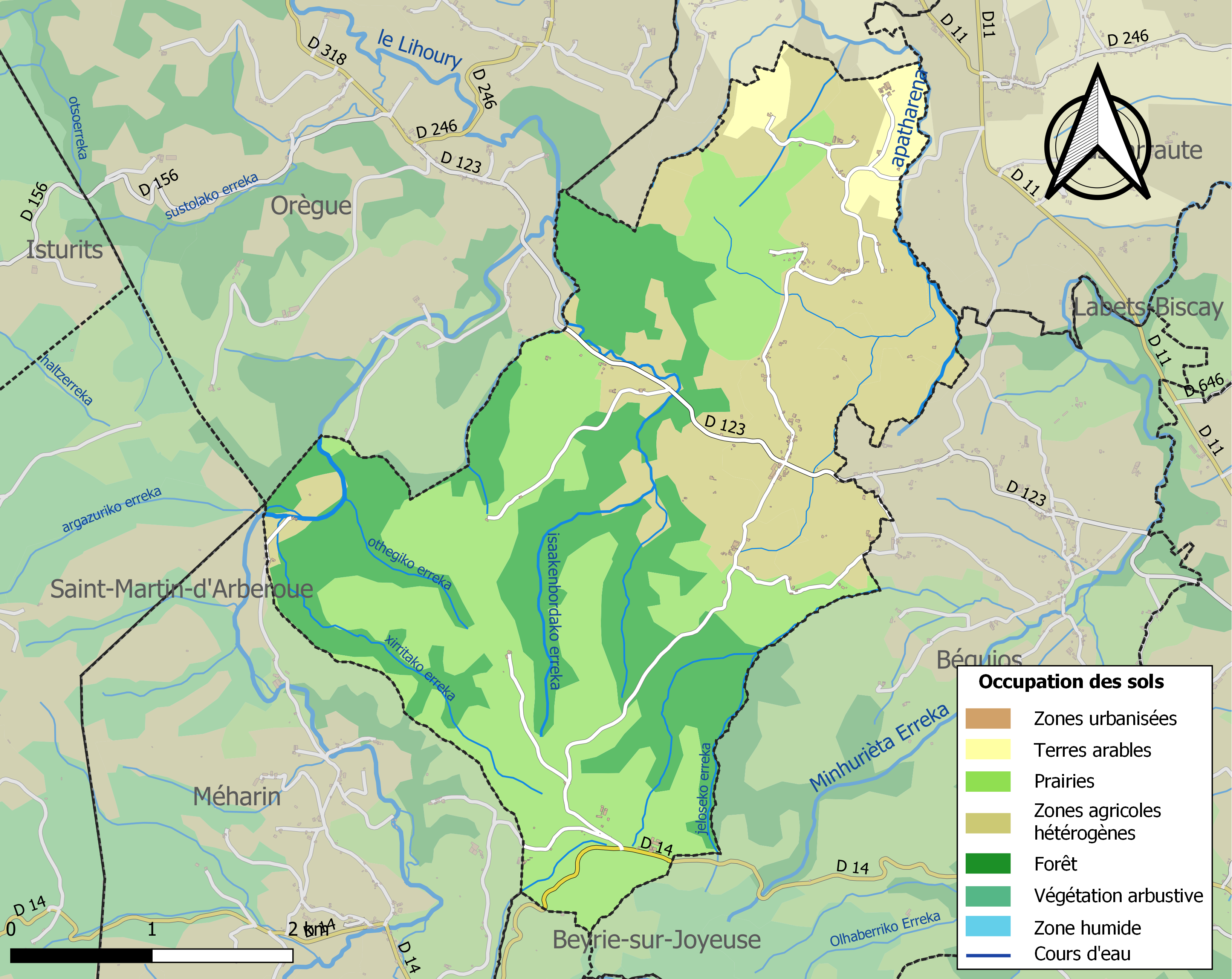
Carte des infrastructures et de l'occupation des sols de la commune en 2018 (CLC).

L'occupation des sols de la commune, telle qu'elle ressort de la base de données européenne d’occupation biophysique des sols Corine Land Cover (CLC), est marquée par l'importance des territoires agricoles (70,8 % en 2018), en augmentation par rapport à 1990 (69,6 %). La répartition détaillée en 2018 est la suivante : 
prairies (36,6 %), zones agricoles hétérogènes (31,1 %), forêts (29,1 %), terres arables (3,2 %). L'évolution de l’occupation des sols de la commune et de ses infrastructures peut être observée sur les différentes représentations cartographiques du territoire : la carte de Cassini (XVIIIe siècle), la carte d'état-major (1820-1866) et les cartes ou photos aériennes de l'IGN pour la période actuelle (1950 à aujourd'hui).

### Lieux-dits et hameaux
- Aguerréa[10]
- Ameztoya[10] (ruines)
- Amiasorhoa[10]
- Amorots[10]
- Ansobieta[10]
- Apatia[10]
- Apetchéko Borda[10]
- Arangoïza[10]
- Arangoïzgaraya[10]
- Arrabichta[10]
- Berdeko Borda[10]
- Berhuéta[10]
- Bertrahandy[10]
- Bibens[10]
- Bidamberrita[10]
- Bidegain-de-Gain[10]
- Bidegain-de-Pé[10]
- Biscayluzia[10]
- Bordaberria[10]
- Cachantéguy[10]
- Carricaburua[10]
- Chastriaborda[10] (ruines)
- Culuteguia[10]
- Damassia[10]
- Ehulondoa[10]
- Errékaldéa[10]
- Errékartéa[10]
- Etchebérria[10]
- Etcheverria[10]
- Etorania[10]
- Garatéa[10]
- Garateko Borda[10]
- Haranéa[10]
- Ichobox[29]
- Ichorotzia[10]
- Idiartia[10]
- Iratzéburia[10]
- Isaac-Borda[10]
- Jauberria[10]
- Jelosséa[10]
- Joanteguia[10]
- Kakila[10]
- Kurku[10]
- Larraldéa[10] (2 lieux-dits)
- Larréa[10]
- Lascouéta[10]
- Laurenzenia[10]
- Legarria[10]
- Miscoria[10]
- Olha[10]
- Olhakoborda[10]
- Olharanne[10]
- Ospilatéa[10],[29]
- Oxarania[10]
- Pacharreta[10]
- Padagoya[10]
- Sarhia[10]
- Sékailénia[10]
- Sorhuéta[10]
- Succos[10]
- Tipulatéya[10]
- Uhaldia[10]

### Voies de communication et transports
Amorots-Succos est desservie par les routes départementales D 14 et D 123.

### Risques majeurs
Le territoire de la commune d'Amorots-Succos est vulnérable à différents aléas naturels : météorologiques (tempête, orage, neige, grand froid, canicule ou sécheresse), inondations, feux de forêts et séisme (sismicité moyenne). Un site publié par le BRGM permet d'évaluer simplement et rapidement les risques d'un bien localisé soit par son adresse soit par le numéro de sa parcelle.
Certaines parties du territoire communal sont susceptibles d’être affectées par le risque d’inondation par une crue torrentielle ou à montée rapide de cours d'eau, notamment le Lihoury et l'Apatharena. La commune a été reconnue en état de catastrophe naturelle au titre des dommages causés par les inondations et coulées de boue survenues en 1982, 1983, 2009 et 2014,.
Amorots-Succos est exposée au risque de feu de forêt. En 2020, le premier plan de protection des forêts contre les incendies (PDPFCI) a été adopté pour la période 2020-2030. La réglementation des usages du feu à l’air libre et les obligations légales de débroussaillement dans le département des Pyrénées-Atlantiques font l'objet d'une consultation de public ouverte du 16 septembre au 7 octobre 2022,.

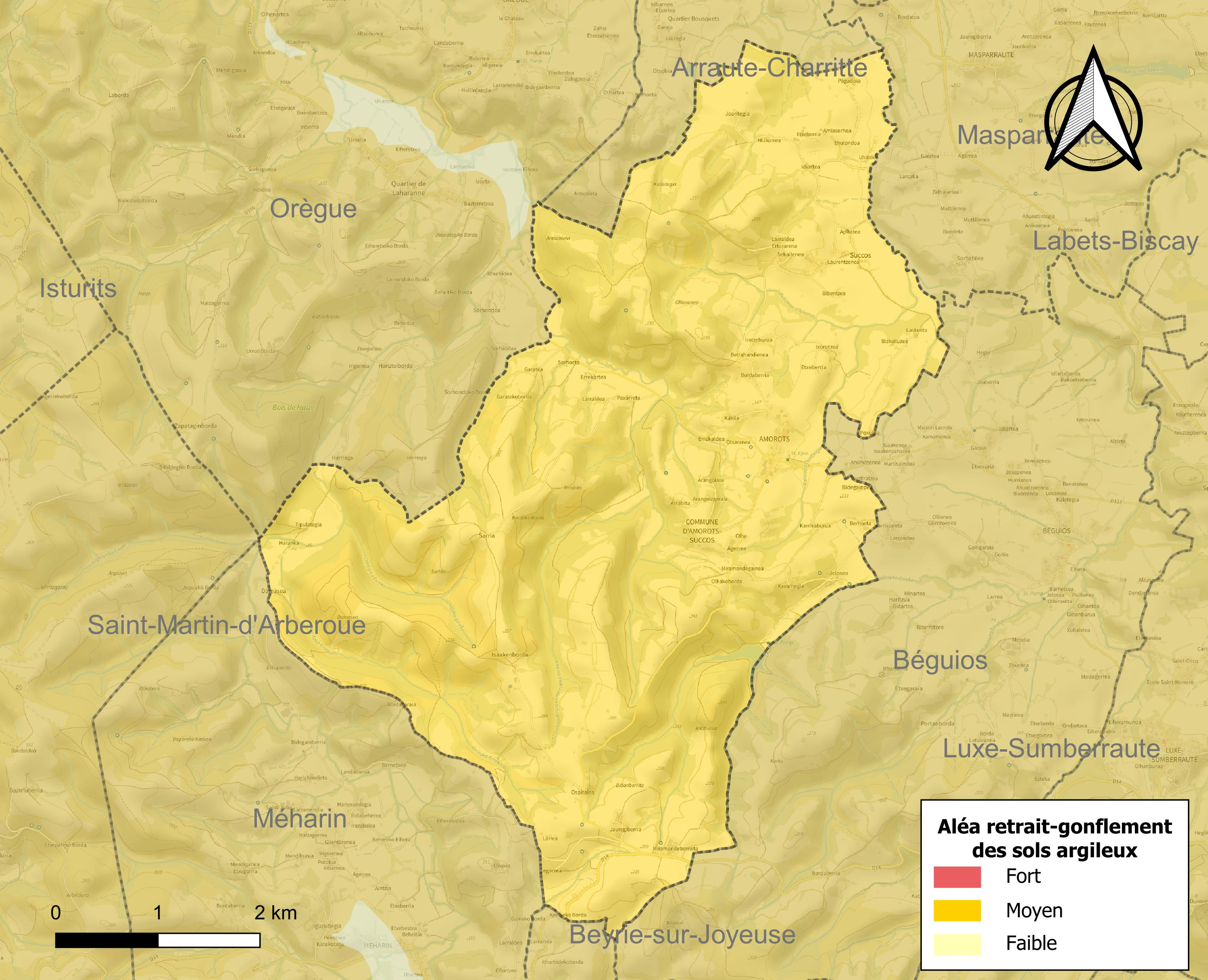
Carte des zones d'aléa retrait-gonflement des sols argileux d'Amorots-Succos.

Le retrait-gonflement des sols argileux est susceptible d'engendrer des dommages importants aux bâtiments en cas d’alternance de périodes de sécheresse et de pluie. La totalité de la commune est en aléa moyen ou fort (59 % au niveau départemental et 48,5 % au niveau national). Depuis le 1er octobre 2020, en application de la loi ELAN, différentes contraintes s'imposent aux vendeurs, maîtres d'ouvrages ou constructeurs de biens situés dans une zone classée en aléa moyen ou fort,.

## Toponymie

### Attestations anciennes
Le toponyme Amorots apparaît sous les formes :
- Sanctus Vicentius de Maroz, Maroth et Morotz (1160[38]),
- Amoros (1268[38]),
- Amarotz (1305 et 1306[38]),
- Amaroz (1350[38]),
- Amoroz (1402[29], titres de Soule) et
- Amorotz (1413[38], ou 1513[29], titres de Pampelune[39]).

Brigitte Jobbé-Duval propose pour Amorots, une origine végétale, « le lieu de chênes ».
Le toponyme Succos apparaît sous les formes :
- Sanctus Martinus de Trussecalau (1160[38]),
- Sucox (1268[38]),
- Succos (1304[38]),
- Ssucos (1350[38]),
- Çucoz (1413[38]) et
- Suquos (1513[29], titres de Pampelune[39]).

Pour Brigitte Jobbé-Duval, Succos pourrait provenir du basque zoko, signifiant « lieu écarté »

### Autres toponymes
La croix d’Ichobox désignait un pèlerinage, tout comme la croix Goïty.
Ospitaléa est une ferme mentionnée sous les graphies :
- Zabala y l’Ospital (1513[29], titres de Pampelune[39]),
- L’Hôpital d’Amorots (1708[29], règlement de la commanderie d'Irissarry[41]) et
- Ospital (1863, dictionnaire topographique Béarn-Pays basque[29]).
- Paul Raymond[29] indique la présence d'une chapelle près de cette ferme, dépendant de la commanderie d’Irissarry.

Troussecaillau est un fief, vassal du royaume de Navarre, cité en 1863 par Paul Raymond.

### Graphie basque
Son nom basque actuel est Amorotze-Zokotze.
Pierre Lhande, dans son dictionnaire basque-français, indique pour Succos la forme Sokueze.

## Histoire
La commune actuelle a été créée le 16 août 1841 par la réunion des communes d' Amorots et de Succos.

## Politique et administration

### Liste des maires
| Période                                  | Période  | Identité       | Étiquette | Qualité |
| ---------------------------------------- | -------- | -------------- | --------- | ------- |
| 1995                                     | En cours | Arnaud Abbadie | DVD       |         |
| Les données manquantes sont à compléter. |          |                |           |         |

### Intercommunalité
La commune appartient à la communauté d'agglomération du Pays Basque. Elle est membre du syndicat d'énergie des Pyrénées-Atlantiques, de l'Agence publique de gestion locale, du syndicat intercommunal pour le fonctionnement des écoles d'Amikuze et du syndicat de regroupement pédagogique d'Amorots-Succos, Arraute-Succos, Arraute-Charrite, Béguios, Masparraute et Orègue.

## Population et société

### Démographie
En 1350, 5 feux sont signalés à Amorots et 10 à Succos.
Le recensement à caractère fiscal de 1412-1413, réalisé sur ordre de Charles III de Navarre, comparé à celui de 1551 des hommes et des armes qui sont dans le présent royaume de Navarre d'en deçà les ports, révèle une démographie en forte croissance. Le premier indique à Amorots la présence de 4 feux, le second de 13 (12 + 1 feu secondaire). De même à Succos, le recensement de 1412-1413 relève 5 feux et celui de 1551 19 (16 + 3 feux secondaires).
Le recensement de la population de Basse-Navarre de 1695 dénombre 40 feux à Amorots et 32 à Succos. Le rôle de la taille de 1758 recense, quant à lui, 74 feux à Amorots.
L'évolution du nombre d'habitants est connue à travers les recensements de la population effectués dans la commune depuis 1793. Pour les communes de moins de 10 000 habitants, une enquête de recensement portant sur toute la population est réalisée tous les cinq ans, les populations de référence des années intermédiaires étant quant à elles estimées par interpolation ou extrapolation. Pour la commune, le premier recensement exhaustif entrant dans le cadre du nouveau dispositif a été réalisé en 2008.

En 2022, la commune comptait 224 habitants, en évolution de −4,68 % par rapport à 2016 (Pyrénées-Atlantiques : +3,78 %, France hors Mayotte : +2,11 %).
| 1793 | 1800 | 1806 | 1821 | 1831 | 1836 | 1841 | 1846 | 1851 |
| ---- | ---- | ---- | ---- | ---- | ---- | ---- | ---- | ---- |
| 305  | 310  | 236  | 363  | 356  | 330  | 473  | 462  | 437  |

| 1856 | 1861 | 1866 | 1872 | 1876 | 1881 | 1886 | 1891 | 1896 |
| ---- | ---- | ---- | ---- | ---- | ---- | ---- | ---- | ---- |
| 402  | 405  | 413  | 396  | 385  | 377  | 407  | 358  | 332  |

| 1901 | 1906 | 1911 | 1921 | 1926 | 1931 | 1936 | 1946 | 1954 |
| ---- | ---- | ---- | ---- | ---- | ---- | ---- | ---- | ---- |
| 356  | 352  | 358  | 337  | 356  | 328  | 307  | 324  | 291  |

| 1962 | 1968 | 1975 | 1982 | 1990 | 1999 | 2006 | 2008 | 2013 |
| ---- | ---- | ---- | ---- | ---- | ---- | ---- | ---- | ---- |
| 267  | 249  | 244  | 267  | 222  | 204  | 216  | 220  | 240  |

| 2018 | 2022 | - | - | - | - | - | - | - |
| ---- | ---- | - | - | - | - | - | - | - |
| 229  | 224  | - | - | - | - | - | - | - |

De 1793 à 1836, la population indiquée ne reflète que celle d'Amorots, encore séparé de Succos, dont la population durant cette même période est décrite ci-dessous.
| 1793 | 1800 | 1806 | 1821 | 1831 | 1836 |
| ---- | ---- | ---- | ---- | ---- | ---- |
| 129  | 118  | 126  | 125  | 133  | 144  |

Le nom des habitants est Amoroztar,.

### Enseignement
Amorots-Succos, Masparraute, Orègue, Béguios et Arraute-Charritte se sont associées pour créer un regroupement pédagogique intercommunal (R.P.I. AMOBA).

## Économie
La commune fait partie de la zone d'appellation de l'ossau-iraty.

## Culture locale et patrimoine

### Langues
D'après la Carte des Sept Provinces Basques éditée en 1863 par le prince Louis-Lucien Bonaparte, le dialecte basque parlé à Amorots-Succos est le bas-navarrais oriental.

### Lieux et monuments
- L'église de Succos[58], et plus particulièrement sa benoiterie avec son mur servant de fronton est inscrite aux monuments historiques depuis le 11 juin 1993. L'église est dédiée à saint Martin de Tours.
- L'église Sainte-Lucie[59], à Amorots, date, quant à elle, de 1880, et est inscrite à l’Inventaire général du patrimoine culturel depuis 2003. L'église est dédiée à sainte Lucie de Syracuse.

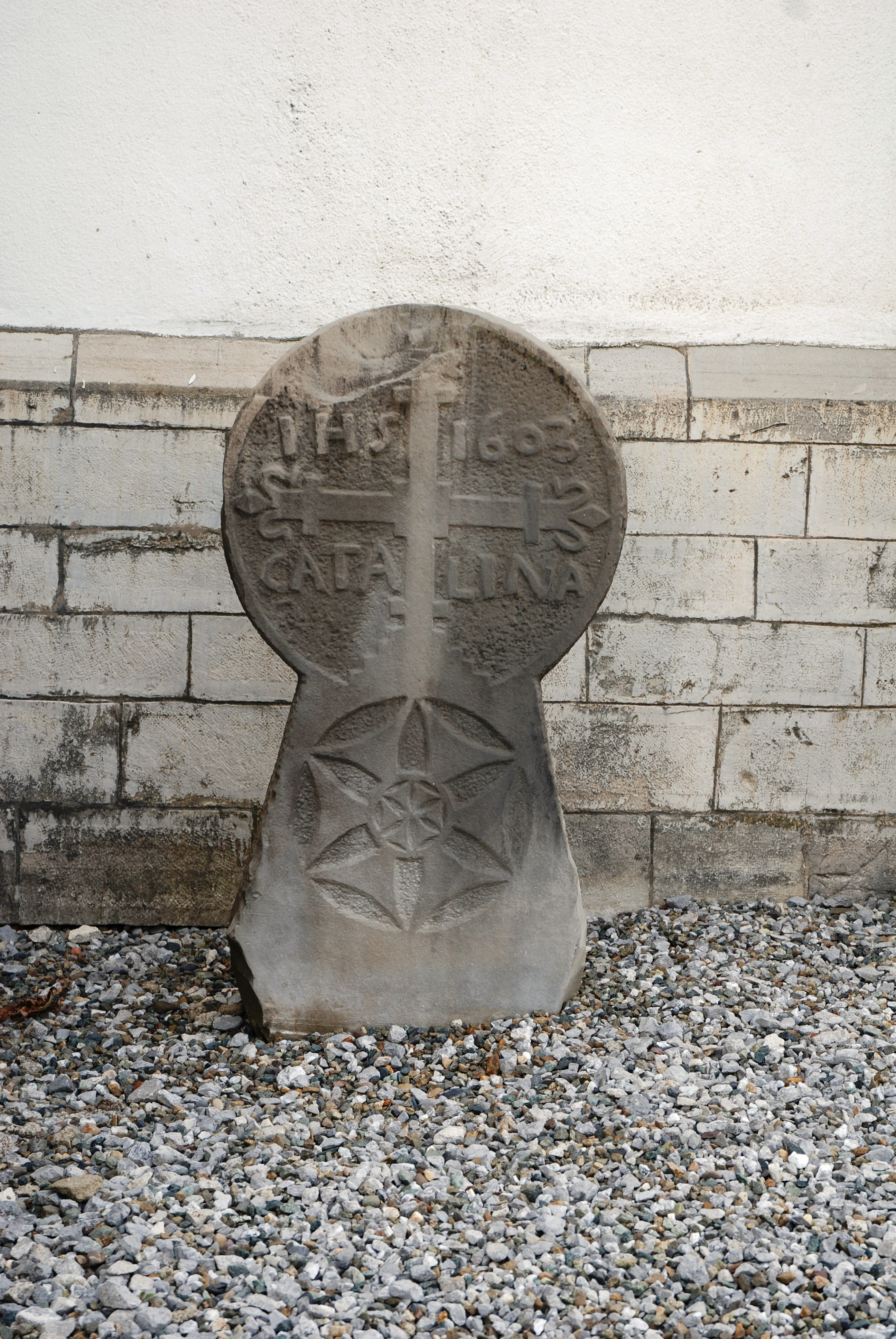
Stèle discoïdale à Amorots.
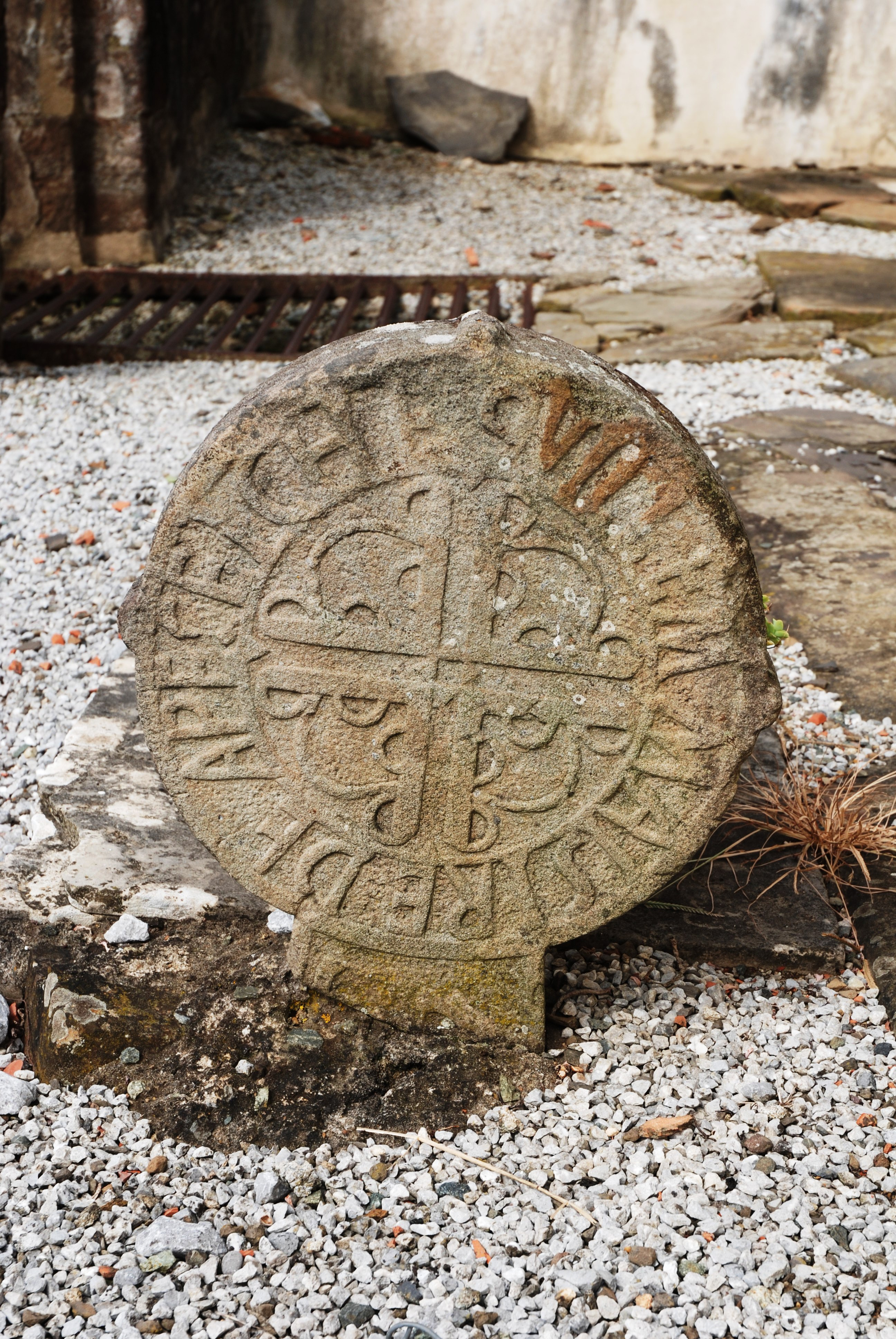
Stèle discoïdale à Succos.
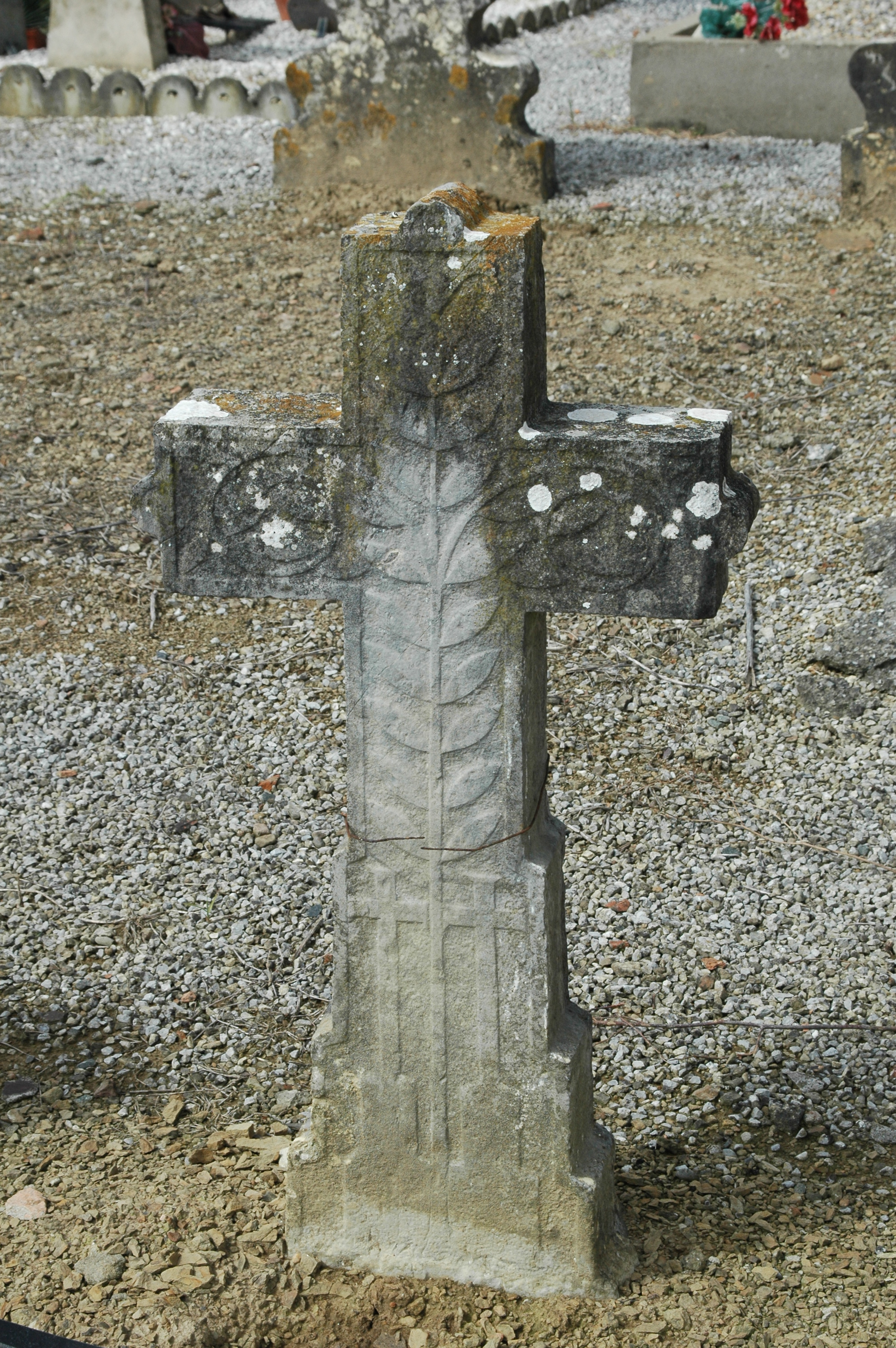
Stèle basque à Succos.

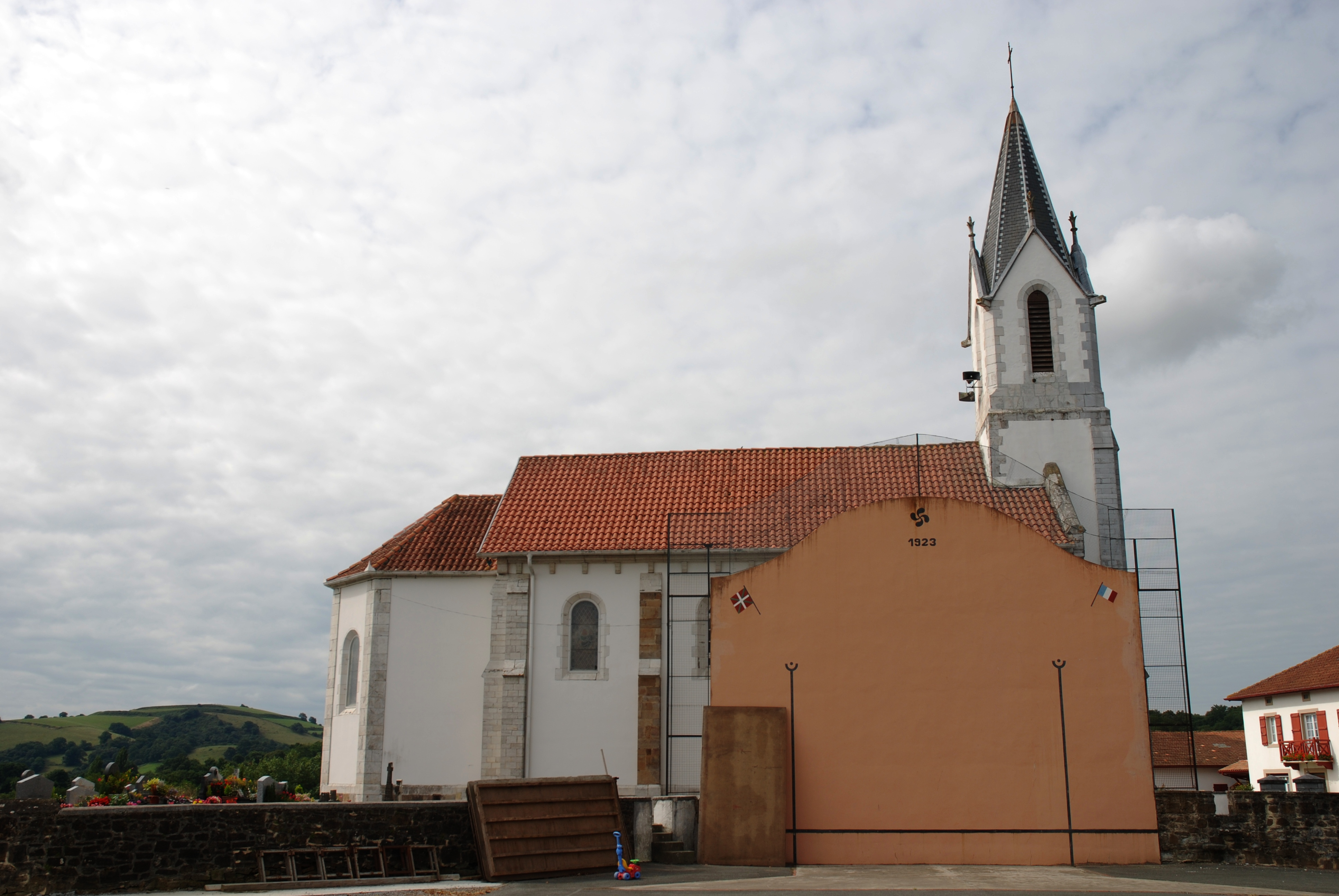
L'église Sainte-Luce à Amorots, et le fronton.
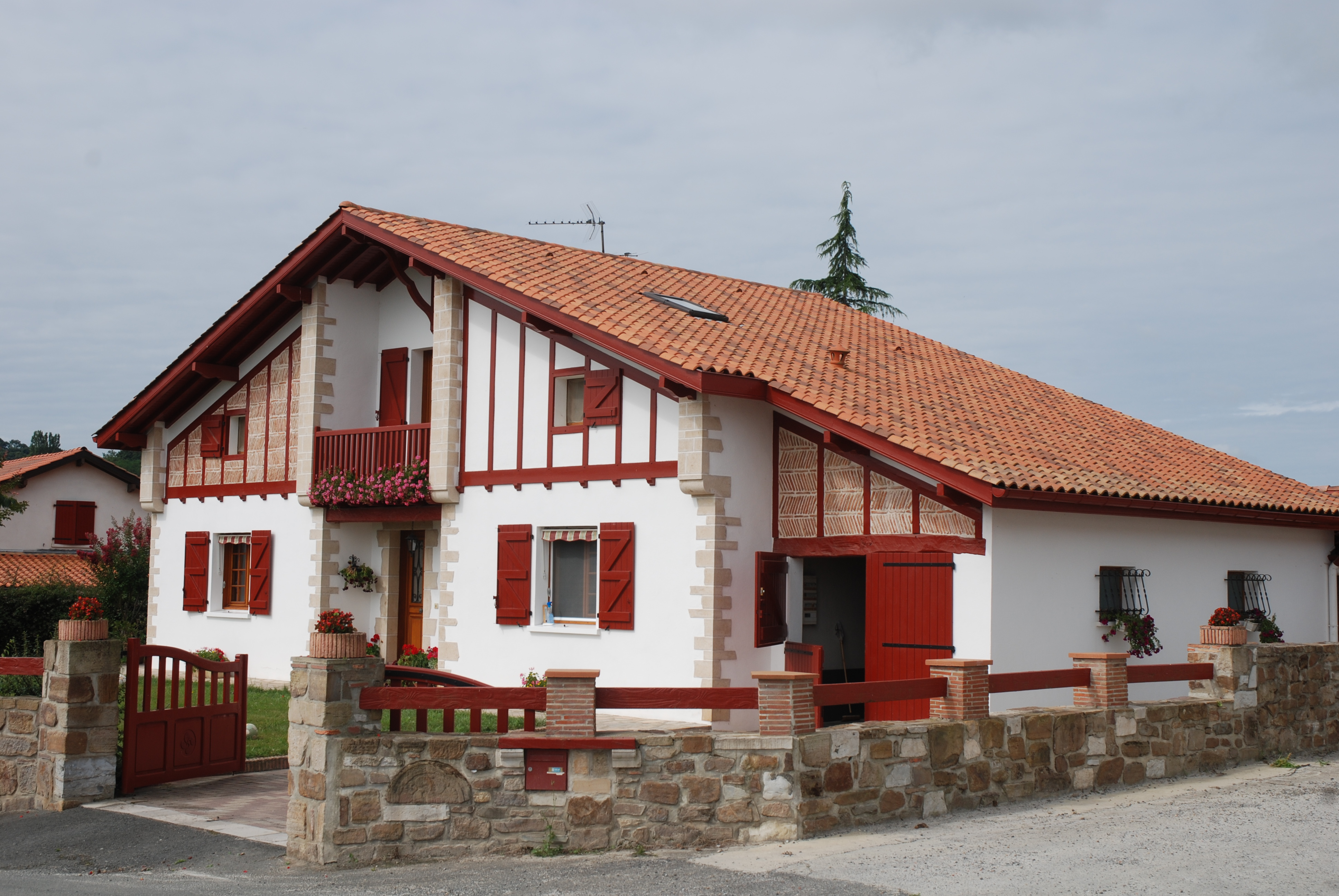
Une ferme d'Amorots.
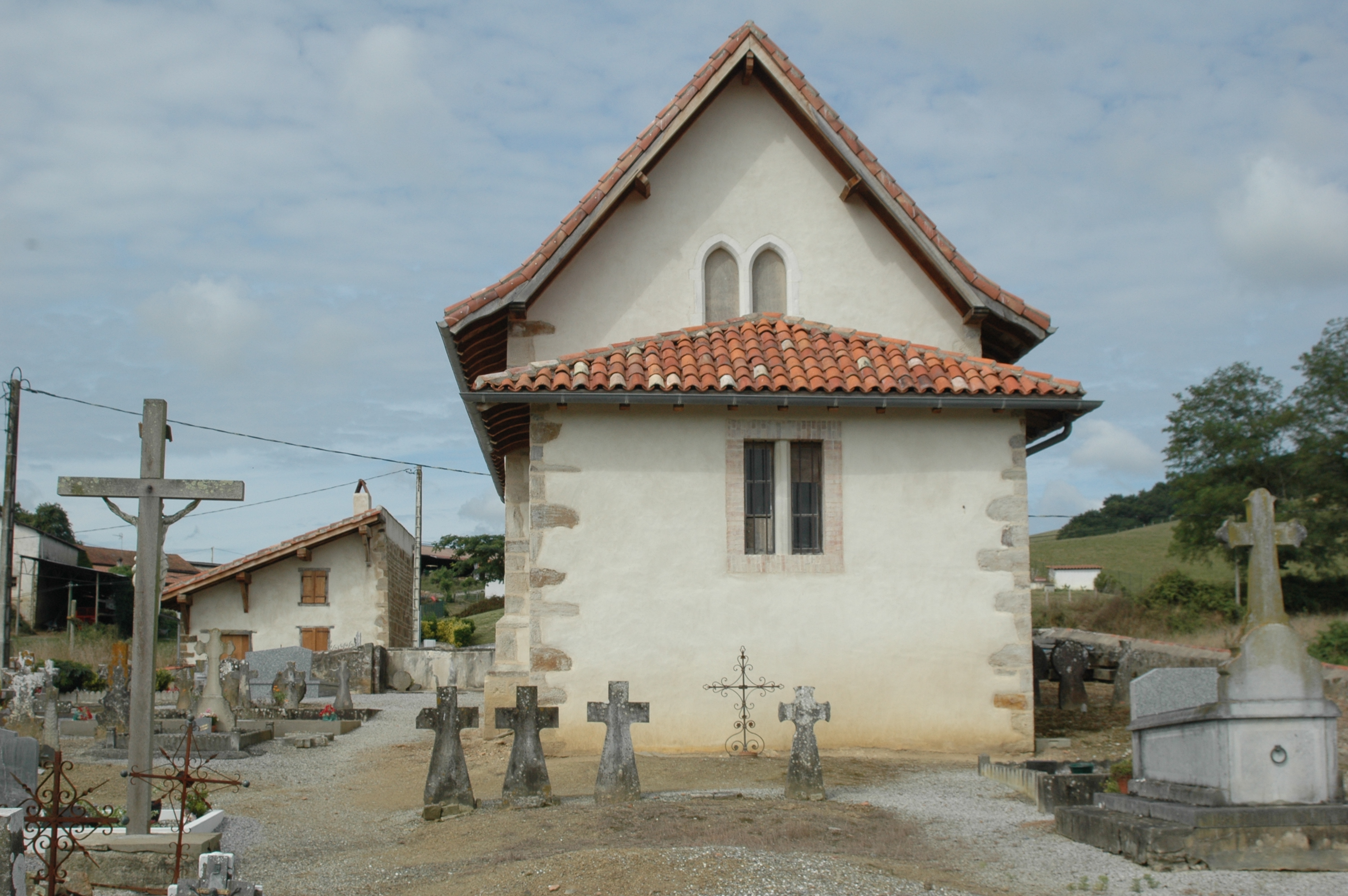
L'église de Succos, avec à gauche, au fond, la benoiterie et son fronton.